# 久野明孝
久野 明孝（くの あきたか、1964年9月20日 - ）は、日本の俳優。スターズ所属。愛知県出身。血液型はA型。

## 経歴
劇団初舞台第3回公演から全作品出演。ウィークエンドロングランシアターでは、全31週間主役を務める。

## 人物
特技は空手、ボクシング、スキー、太極拳。

## 出演作品

### 舞台
- 眠りから醒めた天使 - 劇団初舞台
- アダルト・チルドレン（東京芸術劇場、2005年) - 劇団初舞台
- 夢より遠い場所 - 劇団初舞台
- アパートの部屋貸します - 劇団初舞台
- 終わらない夜 - 劇団初舞台
- STARS Company 満月の夜は騒がしい（東京芸術劇場、2006年）

### テレビ番組・テレビドラマ
- ホテル物語・夏! （TBS）
- 五星戦隊ダイレンジャー 第19話（テレビ朝日） - 担任の先生 役
- 忍者戦隊カクレンジャー（テレビ朝日）
- 徳川慶喜（NHK）
- 火曜サスペンス劇場 弁護士・朝日岳之助 13 温情捜査（日本テレビ）
- おばはん刑事!流石姫子 3 （テレビ朝日）
- 奇跡体験!アンビリバボー（フジテレビ）
- 生命38億年スペシャル 人間とは何だ…!? （TBS）

### 映画
- マイ・スイート・ハート（高島穣監督）
- JUMP（勝然武美監督）

### CM・広告
- アートネイチャー
- キリン ラガービール
- 東京ガス
- カネボウ
- マルハン
- 日本宝くじ協会 ドリームジャンボ 雑誌広告
- 万有製薬 AGA治療薬